# Gigi Banini

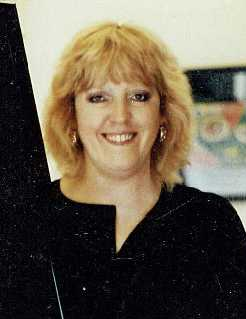
Gigi Banini

Gigi Banini (* 1946 in Immenstadt; † 7. Mai 2018) war eine deutsche Kunstmalerin und Illustratorin.

## Biographie
Sie besuchte die Schule in Augsburg und Genf. Anschließend hatte sie die Möglichkeit ein Maskenbildnerpraktikum am Theater durchzuführen und danach ging sie längere Zeit zu Malstudien in eine Künstlerkolonie nach Italien. Seit 1988 war sie freischaffende Kunstmalerin in Augsburg.

## Auszeichnungen und Preise
- 1996 – Preisträgerin des „Conseil Regional Peinture Animaliére“ beim internationalen Wettbewerb in Mulhouse, Frankreich
- 2002 – Prämiert mit dem Bild Lustgarten zum Thema EROS vom Kunstforum international in Meisterschwanden, Schweiz
- 2006 – Verleihung der Auszeichnung „Terziario Donna Confcommercio“ im Palazzo Ducale in Pesaro, Italien

## Werke
- 1993 Gestaltung des Jahreskruges der Stadt Königsbrunn zum Thema „Die Schlacht auf dem Lechfeld“
- 1995 Erstausgabe des Kunstkalenders Gigi Banini ART mit jährlicher Neuauflage[2]
- 2007 Gestaltung des Narrhalla-Faschingsordens für die Stadt München[3]
- Gestaltung des limitierten Jahrestellers Capriccio für das Künstlermagazin Atelierspuren, Meppen
- Illustration der Gigi-Banini-Künstlerbibel in der Übersetzung von Joseph Franz von Allioli für den St. Ulrichsverlag, Augsburg 2007, ISBN 978-3-86744-011-0
- über 200 Exponate bis 2008 geschaffen, davon der größte Teil in öffentlichen Gebäuden und Privatbesitz
- 2011 Künstleredition bei der Königlichen Porzellan-Manufaktur Tettau.[4] Die Edition umfasst sechs Bildmotive auf 24 Porzellanteilen.[5]

## Ausstellungen
über 70 Einzel- und Gemeinschaftsausstellungen im In- und Ausland u. a.
- Galerie Stufenbau, Bern/Schweiz;
- Kasteel Brydenborg, Hoboken/Belgien;
- Kleine Komödie am Max II, München;
- Treppenhausgalerie bei Kröll & Nill, Augsburg;
- Pavillon Josephine; Parc de l’Orangerie, Straßburg/Frankreich;
- Palazzo ducale, sala laurana, Pesaro/Italien;
- Emsländische Volksbank eG, Meppen